# Temporada de furacões no Pacífico de 1982
A temporada de furacões do Pacífico de 1982, com 23 tempestades nomeadas, é a quarta temporada de furacões do Pacífico mais ativa já registada, empatada com 2018. Foi nessa altura a época mais activa da bacia, até ser ultrapassada mais tarde pela época de 1985. Começou oficialmente em 1º de junho de 1982, no Pacífico oriental, e em 1º de junho de 1982, no Pacífico central, e durou até 31 de outubro de 1982, no Pacífico central e até 15 de novembro de 1982, no Pacífico Leste. Essas datas delimitam convencionalmente o período de cada ano em que a maioria dos ciclones tropicais se forma no nordeste do Oceano Pacífico. Naquela época, a temporada era considerada a mais ativa dentro da bacia em termos de tempestades nomeadas, no entanto, a temporada de 1985 superou esses números apenas três anos depois.
A temporada de 1982 foi cheia de acontecimentos. O furacão Paul matou mais de 1.000 pessoas antes de ser nomeado. Os furacões Daniel e Gilma ameaçaram brevemente o Havaí, enquanto o furacão Iwa causou muitos danos a Kauai e Niihau. Os vestígios do furacão Olivia trouxeram fortes chuvas para uma grande parte do oeste dos Estados Unidos.

## Resumo sazonal
Esta temporada teve vinte e três tempestades tropicais, doze furacões e cinco grandes furacões. Três tempestades tropicais e um furacão — um número recorde de tempestades nomeadas — formaram no Pacífico central. Isso foi em grande parte devido ao forte evento El Niño de 1982–83, que esteve presente durante a temporada. No entanto, isso foi superado na temporada de furacões de 2015 no Pacífico, com oito tempestades.
Este é o primeiro ano em que as tempestades nomeadas que se formaram entre a linha de dados e 140 ° W receberam nomes do idioma havaiano. Antes deste ano, nomes e números da lista de tufões do oeste do Pacífico foram usados.
Após este ano, decidiu-se que seriam utilizadas as listas de seis anos, em vez das de quatro anos. É por isso que a lista da temporada de 1978 foi usada novamente nesta temporada.

## Sistemas

### Tempestade tropical Aletta
As origens de Aletta são de uma perturbação tropical observada pela primeira vez em 18 de maio cerca de 500 mi (800 km) ao sul-sudoeste de Acapulco. Em 20 de maio, a perturbação foi elevada para uma depressão tropical. Movendo-se para noroeste, a depressão se tornou a tempestade tropical Aletta 36 horas depois. O sistema recurvou em direção ao nordeste devido aos fortes ventos de oeste de nível superior, atingindo sua intensidade de pico de 105 km/h (65 mph) em 23 de maio. Logo após seu pico, a tempestade tropical Aletta começou a enfraquecer. No entanto, o sistema se estabilizou brevemente em intensidade por 30 horas antes de retomar uma tendência de enfraquecimento.  Em 25 de maio, Aletta diminuiu a velocidade e se moveu em um grande loop no sentido horário até 28 de maio Pouco depois, a tempestade tropical Aletta foi rebaixada para depressão. Depressão tropical Aletta dissipou em 29 de maio aproximadamente 180 mi (290 km/h) a sudoeste de Acapulco.
As bandas de chuva externas da tempestade tropical Aletta produziram chuvas torrenciais e ventos fortes sobre a América Central por vários dias. com um pico de 1,456 mm (57.32 in) em Chinandega. Noventa por cento da safra de banana e 60 por cento da safra de milho foi completamente destruída. Em todo o país, 108 pessoas foram mortas,  Cerca de 20.000 pessoas estavam desabrigadas  e o dano total foi estimado em $ 365 milhões (1982 USD); danos a rodovias, fábricas e fazendas sozinhos ultrapassaram US $ 100 milhões.  Em uma aldeia, a tempestade deixou 270 faltando e apenas 29 sobreviventes. A capital Leão foi a mais atingida por Aletta, que foi considerada o pior desastre no país em três anos.
Em Honduras, 200 pessoas foram mortas e 5.000 pessoas estavam sem comida ou água 13 comunidades. Um total de 80.000 as pessoas estavam desabrigadas. O dano total foi avaliado em $ 101 milhões (1982 USD). Após a tempestade, os soldados enviaram rapidamente alimentos e medicamentos para pelo menos 50 comunidades nos dois países. Para prevenir uma epidemia de doenças como a febre tifóide, o Ministério da Saúde iniciou um programa de distribuição de vacinas. Além disso, a Embaixada dos Estados Unidos em Honduras tentou delinear uma missão de multação de fatos para avaliar os danos e fornecer ajuda.

### Depressão tropical Dois-E
Este sistema se originou como uma baixa no oeste do Mar do Caribe na manhã de 27 de maio. No dia seguinte, mudou-se para o sudoeste da Guatemala com atividade significativa de tempestades, emergindo no Golfo de Tehuantepec por volta do meio-dia de 29 de maio. Em 31 de maio, estava organizado o suficiente para ser considerado uma depressão tropical. Enfraquecendo lentamente em 1º de junho enquanto permanecia quase estacionário, o sistema se dissipou no Golfo de Tehuantepec em 4 de junho.

### Depressão tropical Três-E
Este ciclone formou-se bem a oeste-sudoeste do México em 12 de junho. A depressão recuou lentamente devido a uma baixa de nível superior localizada bem ao seu norte-noroeste. Em 15 de junho, o cisalhamento do vento vertical cobrou seu preço e o sistema dissipou cerca de 300 mi (500 km) ao norte de onde se formou.

### Tempestade tropical Bud
Em 15 de junho, este ciclone formou cerca de 460 mi (740 km) a sudoeste de Acapulco. Flutuando de oeste para noroeste, rapidamente fortaleceu-se em uma tempestade tropical. Os ventos máximos sustentados atingiram um pico próximo a 80 km/h (50 mph) no final de 15 de junho. Virando ao sul para oeste, o cisalhamento do vento vertical enfraqueceu Bud, com o ciclone se dissipando na manhã de 17 de junho por volta de 23 mi (370 km) ao norte-noroeste da Ilha de Clipperton.

### Depressão tropical Cinco-E
No final de 16 de junho, uma convecção profunda se organizou no Golfo de Tehuantepec em uma depressão tropical. Transcrevendo um pequeno loop no sentido horário, o sistema moveu-se para oeste-noroeste. A interação com o México provavelmente desempenhou um papel em seu enfraquecimento, já que as temperaturas da água sob o sistema nunca foram abaixo de 82 °F (28 °C). O sistema dissipou cerca de 90 mi (150 km) ao sul de Puerto Ángel na manhã de 19 de junho.

### Tempestade tropical Carlotta
Uma onda tropical cruzou a América Central em 26 de junho, criando uma área de tempestades dentro do Pacífico tropical oriental naquela manhã. O giro ciclônico era evidente na noite de 30 de junho, quando localizado a aproximadamente 350 mi (550 km) ao sul de Manzanillo enquanto o sistema continuava para oeste. Virando lentamente para noroeste, o sistema foi atualizado para uma depressão tropical no início de 1 de julho e uma tempestade tropical ao anoitecer. Os ventos sustentados máximos aumentaram para 97 km/h (60 mph) ao meio-dia, 3 de julho. O fluxo cada vez mais alto do sudoeste transformou Carlotta mais ao norte em águas mais frias, fazendo com que o ciclone recuperasse o status de depressão tropical na noite de 4 de julho, dissipando-se finalmente a sudoeste de Cabo San Lucas na noite seguinte.

### Depressão tropical Seven-E
O sistema formou-se entre a tempestade tropical Carlotta e as ilhas havaianas na noite de 2 de julho. Recurvando lentamente para o norte e nordeste, o sistema mudou-se para águas mais frias e dissipou cerca de 100 mi (160 km) ao norte de onde se formou na tarde de 3 de julho.

### Furacão Daniel
A Depressão Tropical Oito-E formou-se ao sul do México em 7 de julho. Movendo-se na direção oeste-noroeste, o ciclone lentamente se tornou uma tempestade tropical por volta do meio-dia de 8 de julho, antes de se tornar um furacão no final da tarde de 9 de julho. Daniel atingiu sua intensidade máxima de 185 km/h (115 mph) no início da manhã de 11 de julho, algumas centenas de milhas a sudoeste de Manzanillo, México. Conforme a tempestade se movia para o oeste, ela lentamente enfraqueceu. Daniel recuperou o status de tempestade tropical durante a noite de 14 de julho, entrando na Bacia do Pacífico Central como uma tempestade tropical enfraquecida na manhã de 16 de julho. Daniel reteve a intensidade da tempestade tropical pelos próximos dias antes de enfraquecer em uma depressão tropical de cerca de 280 mi (450 km) ao sul a sudoeste da Ilha Grande do Havaí, sendo cortado pelo mesmo vale superior que causou a dissipação de Emilia alguns dias antes. Daniel virou para o norte e, em 22 de julho, se dissipou no Canal de Alenuihaha, entre Maui e a Ilha Grande do Havaí.

### Tempestade tropical Emilia
A Depressão Tropical Nove-E se desenvolveu próximo a 10,0 ° N 136,5 ° W na manhã de 12 de julho. Intensificante, o ciclone se tornou uma tempestade tropical naquele dia. Emilia mudou-se para o oeste por volta de 21 km/h (13 mph) e entrou na Bacia do Pacífico Central na noite de 12 de julho. No dia seguinte, a tempestade moveu-se de oeste-noroeste, atingindo ventos máximos sustentados de 105 km/h (65 mph). Um vale superior a oeste enfraqueceu Emilia rapidamente devido ao cisalhamento do vento vertical, e o ciclone enfraqueceu para o status de depressão tropical na manhã de 15 de julho. A dissipação da depressão tropical foi observada à tarde.

### Depressão tropical Ten-E
A leste de Daniel, uma depressão tropical formou-se na noite de 13 de julho, algumas centenas de quilômetros a oeste-sudoeste de Manzanillo. O sistema moveu-se para o oeste e enfraqueceu depois disso, dissipando cerca de 200 mi (320 km) a oeste de onde se formou na tarde de 14 de julho.

### Depressão tropical Onze-E
Um distúrbio tropical foi detectado a cerca de 650 mi (930 km) a sudoeste de Acapulco em 12 de julho. Na noite de 15 de julho, o giro ciclônico era evidente e o sistema foi atualizado para uma depressão tropical. Movendo-se instavelmente para oeste-noroeste, o sistema enfraqueceu, dissipando-se algumas centenas de milhas a oeste-noroeste de onde se formou.

### Furacão Fabio
O ciclone se desenvolveu como uma depressão tropical a sudeste de Manzanillo em 17 de julho. Ao longo dos próximos dias, ele fortaleceu-se rapidamente em um furacão enquanto se movia para o noroeste, com pico de intensidade com 121 km/h (75 mph) ventos. O enfraquecimento gradual ocorreu quando Fábio virou para o oeste ao longo do paralelo 19 ao norte em águas mais frias, eventualmente dissipando no final de 24 de julho.

### Furacão Gilma
A Depressão Tropical Treze-E formou-se próximo a 9,5 ° N 117 ° 30'W e moveu-se ligeiramente para o norte do oeste. O status de tempestade tropical foi atingido perto do meio-dia de 26 de julho, e o ciclone cruzou o limiar da força de um furacão na noite de 27 de julho. Ao meio-dia de 29 de julho, Gilma atingiu sua intensidade máxima de 201 km/h (125 mph) bem a leste-sudeste do Havaí. O ciclone enfraqueceu e acelerou seu movimento para o oeste-noroeste, cruzando para a Bacia do Pacífico Central como um furacão de categoria um no início de 30 de julho. Gilma foi rebaixada para uma tempestade tropical no final da manhã de 30 de julho e uma depressão tropical no início da manhã de 1º de agosto, quando a circulação passou de 50 mi (80 km) ao sul de South Point. O ciclone se dissipou no final de 1º de agosto ao passar por 200 mi (300 km) ao sul de Kauai.

### Furacão Hector
Em 23 de julho, uma onda tropical atingiu a costa colombiana. A convecção relacionada moveu-se para oeste a mais de 32 km/h (20 mph). Na noite de 27 de julho, o sistema desacelerou seu avanço. Na noite seguinte, uma depressão tropical se organizou dentro da atividade da tempestade bem ao sul da Baja Califórnia. O fortalecimento continuou, quando Hector se tornou uma tempestade tropical na manhã de 29 de julho e um furacão ao meio-dia em 30 de julho. Uma combinação de cisalhamento vertical do vento e águas mais frias antes do ciclone levou a sua tendência de enfraquecimento, que se acelerou em 1º de agosto. Enfraqueceu para uma tempestade tropical na manhã de 2 de agosto e para uma depressão logo em seguida, enquanto estava localizado a meio caminho entre as ilhas havaianas e o sul da Baja Califórnia.

### Tempestade tropical Iva
Um distúrbio tropical foi descoberto 300 mi (460 km) ao sul de Acapulco em 31 de julho. Movendo-se de oeste para noroeste, atingiu o status de depressão tropical naquela noite e de tempestade tropical em 2 de agosto, enquanto 800 mi (1.340 km) oeste-sudoeste de Acapulco. O cisalhamento no nível superior do nordeste parece ter sido o nêmesis de Iva, pois o sistema enfraqueceu de volta a uma depressão tropical na tarde de 3 de agosto, ao virar para oeste-sudoeste. A depressão manteve-se forte por mais vários dias antes de se dissipar bem a leste-sudoeste de Hilo, Havaí, na manhã de 8 de agosto.

### Furacão John
A Depressão Tropical Dezasseis-E foi formada em 3 de agosto no Pacífico Leste entre o Havaí e o México. O sistema se intensificou para uma tempestade tropical ao meio-dia de 4 de agosto e um furacão na manhã de 5 de agosto. John atingiu seu pico de intensidade de 185 km/h (115 mph) ao entrar na Bacia do Pacífico Central em 6 de agosto. O enfraquecimento começou em 7 de agosto devido ao cisalhamento do vento vertical de oeste causado pelo vale semi-permanente médio-oceânico superior, e John enfraqueceu para uma tempestade tropical na noite de 8 de agosto. Passou por uma depressão tropical de cerca de 180 mi (290 km) ao sul da Ilha do Havaí e se dissipou no final de 10 de agosto para o sudoeste do Havaí.

### Furacão Kristy
A Depressão Tropical Dezassete-E formou-se ao meio-dia de 8 de agosto no Pacífico Leste. A baixa mudou para oeste, intensificou-se e tornou-se a tempestade tropical Kristy à meia-noite e um furacão à meia-noite de 9 de agosto. Enfraquecendo ao entrar no Pacífico Central, Kristy recuperou o status de tempestade tropical no final de 10 de agosto enquanto se movia para o sul do oeste em uma rápida 48 km/h (30 mph). À medida que diminuiu a velocidade e virou para noroeste, Kristy começou a se fortalecer. A intensidade do furacão foi alcançada novamente na noite de 13 de agosto. Ao meio-dia de 14 de agosto, o ciclone ultrapassou 250 mi (400 km) ao sul de South Point, Havaí. Os ventos de oeste no alto desaceleraram o movimento de Kristy para frente, e Kristy enfraqueceu em uma tempestade tropical em 15 de agosto. Virando mais para o oeste com o fluxo de vento de baixo nível, o ciclone foi rebaixado para uma depressão tropical ao meio-dia de 16 de agosto e se dissipou naquela noite a sudoeste do Havaí.

### Tempestade tropical Lane
A perturbação originária deste sistema surgiu ao largo de San José, Costa Rica em 4 de agosto e se consolidou lentamente. Na tarde de 8 de agosto, a Depressão Tropical Dezoito-E se desenvolveu bem ao sul de Cabo San Lucas. Na manhã seguinte, ele continuou se fortalecendo em uma tempestade tropical. Os ventos máximos sustentados alcançaram 97 km/h (60 mph) enquanto continuava se movendo para oeste-noroeste. O cisalhamento do vento vertical atingiu Lane em 10 de agosto, o que levou ao enfraquecimento. Enfraqueceu para uma depressão tropical no final de 11 de agosto, mas explosões esporádicas de tempestades perto do centro mantiveram o sistema vivo por mais alguns dias. A dissipação ocorreu na noite de 14 de agosto ao cruzar o 140º meridiano oeste.

### Furacão Miriam
A Depressão Tropical Dezenove-E se formou em 29 de agosto, algumas centenas de quilômetros a sudoeste de Manzanillo, no México. A depressão moveu-se para oeste-noroeste, intensificando-se em uma tempestade tropical ao meio-dia de 30 de agosto e um furacão ao meio-dia em 31 de agosto. Intensidade de pico de 140 km/h (90 mph) foi atingido na madrugada de 1º de setembro. Nos dias seguintes, Miriam permaneceu inalterada em força. No final de 3 de setembro, uma tendência de enfraquecimento foi percebida quando ele passou para o Pacífico Central na tarde de 4 de setembro. Cindindo-se logo depois, a baixa moveu-se para noroeste e enfraqueceu em uma depressão tropical bem a leste do Havaí na manhã de 5 de setembro. Ele se desviou para o norte e se tornou uma baixa não tropical em 6 de setembro. O ciclone foi notado pela última vez perto de 30 ° N 149 ° W, continuando sua jornada para o norte.

### Tempestade tropical Akoni
A Depressão Tropical Um-C formou-se ao longo da extremidade oriental do vale das monções do Pacífico Oeste em 30 de agosto por volta de 700 mi (1120 km) a leste do Dateline Internacional, bem a oeste-sudoeste do Havaí. Movendo-se lentamente para o oeste, o sistema se intensificou rapidamente em uma tempestade tropical ao meio-dia e foi batizado de Akoni. O nome "Akoni" é um 'okina -menos ortografia do 'Akoni, que é havaiano para " Anthony ". Os ventos sustentados máximos aumentaram para97 km/h (60 mph) no final de 31 de agosto, quando Akoni se moveu perto do navio Nana Lolo, algumas centenas de milhas a leste do Dateline Internacional. Um vale superior a noroeste colocou Akoni em uma curva de enfraquecimento, e o ciclone diminuiu para uma depressão tropical na noite de 1º de setembro, conforme se movia com o fluxo de baixo nível. O enfraquecimento da depressão passou pelo Dateline Internacional para o oeste do Pacífico na manhã de 2 de setembro. Akoni foi a primeira tempestade a receber um nome da moderna lista de nomes de ciclones tropicais do Pacífico Central.

### Furacão Norman
O cisalhamento nordeste retardou o desenvolvimento da depressão tropical inicial, que se transformou em Norman. O fortalecimento começou para valer em 11 de setembro, e o ciclone se tornou uma tempestade tropical e, em seguida, um furacão no início de 13 de setembro. Os ventos máximos sustentados alcançaram quase 153 km/h (95 mph) até 15 de setembro. Um vale de latitude média cavou do norte, enfraquecendo a cordilheira ao norte de Norman e levando a um movimento para o norte. O aumento do cisalhamento do vento vertical e águas mais frias enfraqueceram o furacão, com dissipação ocorrendo logo a oeste da Baja Califórnia em 18 de setembro. Em 17 e 18 de setembro, a umidade de Norman trouxe chuvas esparsas para a Califórnia e o Arizona.

### Depressão tropical Vinte e um-E
Uma depressão tropical formou-se bem a leste-sudeste do Havaí no final de 10 de setembro. Movendo-se sobre águas mais frias logo após a formação, a depressão se dissipou na noite seguinte perto de 14 ° N 134 ° W.

### Tempestade tropical Ema
Uma área de convecção formou-se perto de 15 ° N 140 ° W e em 15 de setembro, uma depressão tropical se formou dentro da atividade da tempestade. Fortalecendo-seà medida que se movia lentamente de norte a nordeste, o ciclone se tornou uma tempestade tropical no final daquele dia. Ema ficou estacionário entre a manhã de 16 de setembro e 17 de setembro antes de retomar seu rumo norte-nordeste. Sua ntensidade de pico foi de 72 km/h (45 mph). O cisalhamento em níveis superiores enfraqueceu o sistema em uma depressão tropical ao meio-dia de 18 de setembro. Ao cruzar o 140º meridiano oeste de volta para o leste do Pacífico próximo ao 20º paralelo ao norte, a depressão se dissipou.

### Tempestade tropical Hana
Uma área de tempestades assolou o sul das ilhas havaianas por vários dias. Em 15 de setembro, havia se organizado em Depressão Tropical Três-C, e rapidamente se tornou uma tempestade tropical naquela tarde. O ciclone moveu-se de norte a noroeste por um dia antes de desacelerar e se arrastar no dia seguinte. O ciclone virou para sudoeste e enfraqueceu em uma depressão tropical devido ao cisalhamento do vento vertical. Ele se dissipou a sudoeste do Havaí perto de 13 ° N 162 ° W no final de 18 de setembro.

### Furacão Olivia
Relatórios de navios indicaram que uma depressão tropical se formou cerca de 400 mi (640 km) ao sul-sudoeste de Acapulco por volta do meio-dia de 18 de setembro. O sistema derivou de norte a noroeste, evoluindo para uma tempestade tropical naquela noite. Cerca de 24 horas depois, Olivia se tornou um furacão. A intensificação rápida continuou, e Olivia atingiu seu pico de intensidade de 233 km/h (145 mph) ventos por volta do meio-dia 21 de setembro, tornando-se a tempestade mais forte da temporada. No dia seguinte, as águas sob o ciclone tropical começaram a esfriar conforme o furacão ganhou latitude crescente na costa do México. Ao meio-dia de 23 de setembro, o ciclone se transformou em uma tempestade tropical a oeste da Baja Califórnia. O forte fluxo de sudoeste para o norte espalhou a precipitação através do oeste dos Estados Unidos até o sudoeste do Canadá. O ciclone enfraqueceu para uma depressão tropical de cerca de 500 mi (800 km) a sudoeste de San Diego e a superfície baixa foi vista pela última vez se dissipando em 25 de setembro, cerca de 250 mi (400 km) oeste-sudoeste de San Diego.
A forte chuva na Califórnia destruiu metade da safra de passas, um quarto da safra de vinho e um décimo da safra de tomate. Os restos de Olivia trouxeram totais de chuva de mais de 7 polegadas (177 mm) para a Califórnia e o norte de Utah, pois interagiram com um forte sistema de níveis superiores e a topografia local. A precipitação desta tempestade contribuiu amplamente para o recorde de precipitação mensal em Salt Lake City, Utah, de 7,04 emnbsp;in (179 milímetros). Essas chuvas resultaram em perdas generalizadas, principalmente na agricultura, no valor de $ 325 milhões (1982 USD).

### Furacão Paul
O distúrbio precursor de Paul originou-se de uma área de baixa pressão barométrica e tempestades desorganizadas, que foi observada pela primeira vez perto da costa do Pacífico da Nicarágua em 15 de setembro. Cinco dias depois, o EPHC classificou-a como Depressão Tropical Vinte e Dois. A depressão voltou-se para o norte e depois mudou-se para o interior, perto da fronteira El Salvador-Guatemala, e se dissipou por terra. Os restos da depressão voltaram para o oeste sobre as águas abertas do Pacífico, regenerando-se brevemente em uma depressão tropical. A depressão novamente degenerou em uma depressão aberta em 22 de setembro. Dois dias depois, Paul se regenerou pela terceira vez. Gradualmente se transformou em uma tempestade tropical às 0000 UTC 25 de setembro. Dois dias depois, Paul se tornou um furacão e virou para o norte. À medida que a tempestade se aproximava da Baja California Sur, atingiu a intensidade da Categoria 2.  Em 29 de setembro, o furacão cruzou a Baja California Sur no pico de intensidade. Depois de enfraquecer ligeiramente no interior, Paul fez seu landfall final perto de Los Mochis antes de se dissipar rapidamente por terra.
A depressão tropical que mais tarde se tornou Paul produziu o pior desastre natural em El Salvador desde 1965. Um total de 761 pessoas foram mortas 312 das quais ocorreram em San Salvador,  que também sofreu os piores danos. Cerca de 25.000 a 30.000 pessoas ficaram desabrigadas.  Grande parte de San Salvador foi submersa por enchentes de até 8 ft (2.4 m) alto, e mesmo após sua recessão, centenas de casas permaneceram enterradas sob árvores, escombros e 10 ft (3.0 m) de lama.  Ao todo, os danos materiais causados pela tempestade chegaram a US $ 100 milhões (US $ 1982) no país;  as perdas econômicas foram estimadas em $ 280 milhões (1982 USD). Os danos à colheita foram de US $ 250 milhões.
Na Guatemala, inundações catastróficas generalizadas ceifaram 615 vidas e deixaram 668 desaparecidas. Mais de 10.000 pessoas ficaram desabrigadas, pois as 200 comunidades foram isoladas das áreas vizinhas. No geral, perdas econômicas de $ 100 milhões (1982 USD) foram relatados no país. Na Nicarágua, Paul matou 71 pessoas e causou $ 356 milhões (1982 USD) em perdas econômicas. Em todo o sul do México, as enchentes da depressão precursora até Paul mataram outras 225 pessoas. Antes do desembarque no estado da Baja California Sur, 50.000 pessoas foram evacuadas.  Além disso, rajadas de vento estimadas em 190 km/h (120 mph) varreu San José del Cabo, causando danos materiais e consequentemente deixando 9.000 desabrigados. Apesar dos extensos danos, nenhuma morte foi relatada na passagem de Paul na Península da Baja Califórnia. No norte do México, os maiores danos ocorreram 70 milhas (110 km) ao sul de Los Mochis na cidade de Guamuchil ;  um total de 24 pessoas foram mortas pela tempestade em todo o estado, embora ela tenha produzido chuvas benéficas sobre a região. Os danos agrícolas foram graves no estado de Sinaloa, com até 40% da safra de soja destruída. Ao todo, a produção de milho do estado caiu 26% em relação ao ano anterior. Os danos totais da tempestade no México chegaram a US $ 4,5 mil milhões (1982 MXN ; $ 70 milhões de USD ).  Os remanescentes de Paul se mudaram para os Estados Unidos, produzindo fortes chuvas no sul do Novo México e no extremo oeste do Texas. O clima inclemente foi observado tanto no interior quanto nas Grandes Planícies.

### Tempestade tropical Rosa
Uma depressão tropical bem organizada formou-se no Golfo de Tehuantepec em 30 de setembro. Movendo-se lentamente para noroeste, o sistema se tornou uma tempestade tropical, atingindo ventos máximos sustentados de 80 km/h (50 mph) na tarde de 2 de outubro. O sistema enfraqueceu lentamente à medida que se movia para o noroeste, e Rosa roçou a costa do Pacífico do México como uma depressão dissipadora.

### Furacão Sergio
Um distúrbio tropical foi observado a sudoeste da Costa Rica em 12 de outubro. Movendo-se na direção oeste-noroeste, o sistema se organizou em uma depressão tropical ao cruzar o 91º meridiano oeste no final de 13 de outubro e se tornou uma tempestade tropical em 14 de outubro ao entrar no Golfo de Tehuantepec. Ele se tornou um furacão no final daquele dia ao passar por 95 ° W. Na tarde de 17 de outubro, Sergio estava embalando ventos sustentados de 190 km/h (120 mph). Água mais fria foi alcançada logo depois, e o enfraquecimento começou. Enquanto se movia lentamente para o oeste, Sergio enfraqueceu para uma tempestade tropical na tarde de 21 de outubro e para uma depressão tropical no final de 22 de outubro. O sistema dissipou perto de 19 ° N 133 ° W na tarde de 23 de outubro.

### Tempestade tropical Tara
Um distúrbio tropical surgiu na costa da América Central. Um giro ciclônico foi observado na tarde de 19 de outubro, e uma depressão tropical formou 350 mi (560 km) ao sul de Acapulco. Cambaleando na direção oeste-noroeste, o ciclone se tornou uma tempestade tropical na manhã de 22 de outubro. Os ventos sustentados máximos aumentaram para 80 km/h (50 mph) no final de 24 de outubro. Conforme se movia sobre águas mais frias em 25 de outubro, o sistema enfraqueceu para uma depressão tropical naquela tarde, dissipando-se naquela noite perto de 21 ° N 130 ° W.

### Furacão Iwa
Um vale de baixa pressão no final da temporada evoluiu para uma depressão tropical e foi posteriormente atualizado para a Tempestade Tropical Iwa. No início, o Depois de virar para o nordeste, Iwa começou a se intensificar lentamente e, em 23 de novembro, Iwa se tornou um furacão. Iwa atingiu o pico de ventos de 140 km/h (90 mph) no final de 23 de novembro. Acelerando, Iwa passou ao norte da ilha de Kauai em 24 de novembro Depois de passar pelo grupo de ilhas, Iwa se deteriorou rapidamente; no final de 24 de novembro, o furacão degenerou em tempestade tropical. Em 25 de novembro, Iwa se tornou um ciclone extratropical.
Devido ao movimento rápido do furacão, a onda de tempestade se estendeu por 900 pés (275 m) interior. Um total de 5.800 pessoas foram evacuadas em Kauai.  Além disso, 44 dos 45 barcos de Port Allen afundaram. O pior dos danos do furacão ocorreu em Poipu e em áreas onde não havia barreira de recife de proteção ao largo da costa.  Os ventos fortes do furacão Iwa deixaram Kauai brevemente sem energia e destruíram a maioria das árvores de mamão e banyan. O furacão destruiu ou danificou 3.890 casas na ilha. O mar agitado matou uma pessoa e deixou outras quatro feridas em Pearl Harbor. Em Oahu, os danos foram mais e também comprido graves no lado sudoeste da ilha.  A passagem do furacão danificou pelo menos 6.391 residências e 21 hotéis; 418 edifícios, incluindo 30 empresas, foram destruídos em Oahu.  Em Niihau, 20 casas foram destruídas e 160 danificadas.
Em todo o grupo de ilhas havaianas, 20 pessoas foram tratadas por ferimentos. Cerca de 500 pessoas em todo o Havaí ficaram desabrigadas devido ao furacão.  Na época, o furacão Iwa foi a tempestade mais cara a atingir o estado, com danos totalizando US $ 312 milhões (1982 USD, $ 827 milhão 2021 USD ). Três dias depois que o furacão Iwa passou pelo estado, o governador George Ariyoshi declarou as ilhas de Kauai e Niihau como áreas de desastre com o presidente Ronald Reagan seguindo o processo em 28 de novembro, declarando Kauai, Niihau e Oahu como áreas de desastre. Além disso, duas pessoas morreram em um acidente de trânsito devido ao mau funcionamento dos semáforos. Dez anos após a tempestade, o furacão Iniki atingiu a mesma área.

## Nomes de tempestade
Os nomes a seguir foram usados para as tempestades nomeadas que se formaram no Pacífico oriental em 1982. Nenhum nome do Pacífico Oriental foi retirado, então ele foi usado novamente na temporada de 1988. É a mesma lista da temporada de 1978, com exceção de Fábio, que substituiu Fico. Uma tempestade foi batizada de Fabio pela primeira vez em 1982. Os nomes que não foram atribuídos são marcados em cinza.
| - Aletta - Bud - Carlotta - Daniel - Emilia - Fabio - Gilma | - Hector - Iva - John - Kristy - Lane - Miriam - Norman | - Olivia - Paul - Rosa - Sergio - Tara - Vicente (unused) - Willa (unused) |

Quatro nomes da lista do Pacífico Central foram usados - Akoni, Ema, Hana e Iwa. Este foi o primeiro uso de todos esses nomes. Akoni e Ema foram usados novamente na temporada 2019.
| - Akoni | - Ema | - Hana | - Iwa |

Com quatro nomes sendo usados, esta temporada deteve o recorde de mais tempestades nomeadas se formando no Pacífico Central, até que foi superado pela temporada de 2015.

### Reforma
Um nome foi retirado da lista do Pacífico Central após a temporada de 1982, Iwa. Ele foi substituído por Io (que mais tarde foi alterado para Iona antes de seu uso). Iwa é um dos quatro únicos nomes do Pacífico Central que foram aposentados, sendo os outros Iniki, Paka e Ioke.